# Longevity escape velocity
Longevity escape velocity (LEV; zu deut. etwa Fluchtgeschwindigkeit der Langlebigkeit) bezeichnet die hypothetische Situation, dass die verbleibende Lebenserwartung einer Person in einem gegebenen Zeitraum rapider ansteigt, als die entsprechende Zeit währenddessen vergeht. Würde die verbleibende Lebenserwartung (nicht die Lebenserwartung bei der Geburt) beispielsweise innerhalb eines Jahres durch medizinischen Fortschritt um mehr als ein Jahr ansteigen und dieser Überschuss im Verhältnis von erhöhter Lebenserwartung und vergangener Zeit beibehalten werden, so würde man dem altersbedingten Tod entfliehen und (ungeachtet anderer möglicher Todesursachen) unbegrenzt lange leben.
Über viele Jahre in der Vergangenheit ist die Lebenserwartung in jedem Alter mit jedem Jahr leicht gestiegen, da sich medizinische Behandlungsmethoden und andere Technologien verbessert haben. Gegenwärtig ist für jedes zusätzliche Lebensjahr mehr als ein Jahr Forschung erforderlich. Longevity escape velocity würde dann eintreten, wenn sich dieses Verhältnis umkehrt, sodass die Lebenserwartung um mehr als ein Jahr pro Jahr Forschung steigt (sofern diese Fortschrittsrate auch beibehalten wird).

## Geschichte
Geprägt wurde der Begriff in einem Artikel aus dem Jahr 2004 des britischen Bioinformatikers Aubrey de Grey, wobei die Idee mindestens seit den 1970er Jahren Erwähnung findet.

„The first 1000-year-old is probably only ~10 years younger than the first 150-year-old.“

Im TED-Talk „A roadmap to end aging“ (TEDGlobal; 2005) erklärte Aubrey de Grey, der den menschlichen Körper als sehr komplexe Maschine ansieht, die es ähnlich einem Automobil zu pflegen gilt, um deren Funktionsfähigkeit aufrechtzuerhalten, dass altersbedingte Schäden im und am Körper in Zukunft mithilfe regenerativer Medizin repariert werden sollen. So sollen etwa entsprechende Therapien für 200-Jährige entwickelt und damit deren altersbedingte Todesursachen eliminiert werden, bevor es die ersten 200-Jährigen gibt, dasselbe bei 300-Jährigen und so weiter. 
De Grey geht außerdem davon aus, dass besagte Therapien bei Verfügbarkeit für jeden Bürger kostenlos bereitgestellt würden, da „[…] das Altern so teuer ist, dass es für jedes Land wirtschaftlich selbstmörderisch wäre, diese Dinge unabhängig von der Zahlungsfähigkeit nicht jedem zur Verfügung zu stellen, der alt genug ist, um sie zu brauchen.“
Bekanntheit erlangte das Konzept durch Bücher wie Fantastic Voyage: Live Long Enough to Live Forever (2004) des US-amerikanischen Futurologen Raymond Kurzweil und Ending Aging: The Rejuvenation Breakthroughs that Could Reverse Human Aging in Our Lifetime (2007) von Aubrey de Grey und Michael Rae.
Laut Kurzweil soll LEV innerhalb der kommenden zwölf Jahre erreicht werden (Stand: 2018).